# Liviu Floricel
Liviu Floricel (n. 30 iulie 1987, Roșiori de Vede) este un jucător de fotbal român care în prezent evoluează la clubul CS Sporting Roșiori .